# Cube Entertainment
Cube Entertainment Inc. (tiếng Hàn: 큐브엔터테인먼트; Romaja: Kyubeu Enteoteinmeonteu) là một công ty giải trí của Hàn Quốc hoạt động như một hãng thu âm, công ty tài năng, công ty sản xuất âm nhạc, công ty tổ chức sự kiện và sản xuất buổi hòa nhạc và nhà xuất bản âm nhạc. Cube được biết đến với thần tượng "tự sáng tác và tự sản xuất". Vào tháng 4 năm 2020, người sáng lập Cube, Hong Seung-sung, đã từ chức khỏi công ty do tranh chấp quyền sở hữu.

## Lịch sử
Cube Entertainment được thành lập vào năm 2002 bởi cựu chủ tịch công ty JYP Entertainment Hong Seung Sung (hay còn gọi là Simon Hong) và Monica Shin. Cube chính thức có công ty con đầu tiên vào năm 2011 là A Cube Entertainment. Khoảng đầu năm 2015, Cube bắt đầu đi xuống do Park ChungMin đứng đầu. Đỉnh điểm năm 2016, với sự tan rã của 4MINUTE và sự ra đi của Beast, Cube gặp khủng hoảng trầm trọng nhất. Sự thay áo vào giữa cuối năm 2016 - được xem như một cuộc cách mạng của Cube đã đưa công ty thoát khỏi sự trì trệ. Cùng với đó, Cube đẩy mạnh các hoạt động của BTOB, Hyuna, CLC và cho ra mắt PENTAGON (10/10/2016) làm doanh thu tăng. Đến đầu năm 2017, Cube hoàn toàn hết nợ.

## Các nghệ sĩ Cube

### Nhóm nhạc
- BTOB (2012- 2023)
- PENTAGON (2016–nay)
- (G)I-DLE (2018–nay)
- A train to autumn (2018–2020)
- LIGHTSUM (2021–nay)

### Solo
- Jo Kwon
- Yoo Seon-ho
- Jeon So-yeon ((G)-IDLE)
- Lee Min Hyuk (BTOB)
- Song Yuqi ((G)-IDLE)
- Seo Eunkwang (BTOB)
- Lee Changsub (BTOB)
- Cho Mi-yeon ((G)-IDLE)

### Diễn viên
- Choi Dae-hoon (2016–nay)
- Na Jong Chan (2015–nay)
- Lee Minhyuk (BTOB)
- Na In Woo
- Park Min-ha (2015–nay)
- Seo Woo (2016–nay)5
- Yook Sung-jae (BTOB)
- Jung Il-hoon (BTOB)
- Choi Yu-jin (CLC)
- Yeo One (PENTAGON)
- Hongseok (PENTAGON)
- Wooseok (PENTAGON)
- Hui (PENTAGON)
- Yoo Seon-ho
- Kwon Eun-bin (CLC)
- Cho Mi-yeon ((G)-IDLE)
- Kim Ki-ri
- Heo Kyung-hwan

### Hài kịch
- Kim Kiri (2012–nay)6
- Heo Kyung-hwan (2016–nay)

## Nhà soạn nhạc
- Rado
- Choi Kyu Sung
- Hui (Pentagon)
- Soyeon ((G)I-DLE)

## Cựu nghệ sĩ
- Apink (2011–2016) – Công ty quản lý hiện nay là IST Entertainment
- Eddie Shin (hiện tại là thành viên nhóm Aziatix)
- Young Jee (hiện tại thuộc Universal Music Korea)
- Yookyung (thành viên cũ của Apink)
- Mario (hiên tại thuộc Rainbow Bridge Agency)
- Rain (2013-2015)
- Huk Gak (2011–2016) – thuộc Play M Entertainment
- G.NA (2010–2016)
- 4Minute (2009–2016)
  - Nam Ji-hyun
  - Jeon Ji-yoon
  - Kwon So-hyun
- 2Yoon (2013–2016)
- BEAST (2009-2016) - Công ty quản lý hiện nay là Around US Entertainment, đã đổi tên thành Highlight.
- HyunA (2008-2018)
- E’Dawn (2016-2018)
- Lại Quán Lâm (2017-2021) (Cựu thành viên Wanna One)
- Elkie (CLC) (2015–2021)
- Soojin ((G)-DLE) (2018–2021)
- Sorn (CLC) (2015–2021)
- Jang Seung Yeon (CLC) (2015-2022)
- Jang Ye Eun (CLC) (2015-2022)
- CLC (2015-2022)

## Học viên nổi bật
- Soyou (trước thuộc Starship Entertainment, cựu thành viên nhóm Sistar, nay thuộc công ty BPM Entertainment và là nghệ sĩ solo)
- Yeonjun (hiện tại thuộc Bighit Entertainment, thành viên nhóm TXT)
- Jaehyo (hiện tại thuộc Seven Seasons Entertainment, thành viên nhóm Block B)
- Minwoo a.k.a T.K (hiện tại thuộc Yedang Entertainment, thành viên nhóm C-Clown)
- Dabin (hiên tại thuộc Universal Music Korea, thành viên nhóm Boys Republic)
- Choi Bit Na (Ashley) (hiện tại thuộc Polaris Entertainment, thành viên nhóm Ladies' Code)
- Trần Học Đông (hiện tại là diễn viên Trung Quốc)
- Kim Soae (từng xuất hiện trên KPOP Star Hunt season 1)
- Shin Ji-hoon
- Jung Ye-rin (cựu thành viên nhóm GFRIEND)
- Shin Yujin (2006, rời công ty 2019)
- Jo Woo-chan (sinh 2005, rời công ty năm 2019)
- Jin Young-hoo (sinh 2002, Việt Nam, rời công ty cuối năm 2018)
- Kwon San (1999, rời công ty cuối năm 2019)
- Bae Jin-young (hiện tại thuộc C9 Entertainment, cựu thành viên Wanna One,  nay là thành viên nhóm CIX)
- Miyawaki Sakura (hiện tại thuộc Hybe Corporation và Source Music, cựu thành viên IZ*ONE, HKT48 và AKB48, nay là thành viên nhóm  Le Sserafim)

## Buổi hòa nhạc
- 2011: United Cube Concert (Hàn Quốc, Nhật Bản, United Kingdom, Brazil, & USA)
- 2013: United Cube Concert (Hàn Quốc & Nhật Bản)
- 2018: ONE Concert  (Hàn Quốc)